# Stichopogon colei
Stichopogon colei är en tvåvingeart som beskrevs av Stanley Willard Bromley 1934. Stichopogon colei ingår i släktet Stichopogon och familjen rovflugor. Inga underarter finns listade i Catalogue of Life.